# Næbbet
Næbbet är en udde på Ærø i Danmark.   Den ligger i Region Syddanmark, i den södra delen av landet, 170 km sydväst om huvudstaden Köpenhamn.
Närmaste större samhälle är Fåborg, 14 km norr om Næbbet.